# Indian Attack
Indian Attack is een computerspel dat werd uitgegeven door Anirog Software. Het spel werd uitgebracht in 1983 voor de Commodore 64. Het spel is een shoot 'em up dat door maximaal één persoon kan gespeeld worden.